# Sachalinobia
Sachalinobia är ett släkte av skalbaggar. Sachalinobia ingår i familjen långhorningar.
Kladogram enligt Catalogue of Life:
| Sachalinobia | \| \| Sachalinobia koltzei \| \| \| \| \| \| Sachalinobia rugipennis \| \| \| \| |
|              | \| \| Sachalinobia koltzei \| \| \| \| \| \| Sachalinobia rugipennis \| \| \| \| |
|              | Sachalinobia koltzei                                                             |
|              |                                                                                  |
|              | Sachalinobia rugipennis                                                          |
|              |                                                                                  |